# LiveChat
LiveChat es un software de atención al cliente en línea, con soporte en vivo, software de centro de ayuda y capacidad de análisis web.
LiveChat se comercializó por primera vez en 2002 y actualmente es desarrollado y promocionado por LiveChat Software mediante un modelo de distribución Software como Servicio (del inglés Software as a Service, SaaS).
Las compañías utilizan LiveChat como un único punto de contacto para gestionar desde un software todas las actividades de atención al cliente y venta en línea, que normalmente se ofrecen utilizando diferentes canales (chat, correo electrónico, redes sociales) y múltiples herramientas. LiveChat es utilizado en la actualidad por más de 27.000 clientes en más de 150 países.

## Tecnología
Técnicamente, LiveChat es un software proprietario con el uso de múltiples tecnologías, incluyendo JavaScript, Node.js, MySQL, ElasticSearch, C++ y Erlang.
La plataforma está formada por dos elementos principales:
- Widget de chat – Incorporado en el sitio web del cliente y visto por los usuarios que visitan la página web como un poqueño cuadro de chat, que tradicionalmente se muestra en la esquina inferior derecha del navegador web. Este símbolo del chat es visible en ordenadores y en dispositivos móviles, ya sea en el navegador o como parte de la aplicación móvil.
- Aplicación de agente – es el sistema utilizado por los empleados de la compañía para responder a las cuestiones de los clientes. Normalmente los agentes usan la aplicación web que les permite loguearse y chatear mediante cualquier navegador. También hay disponibles aplicaciones para Windows y Mac OS, y aplicaciones móviles para Android e iOS. En el pasado existían aplicaciones para BlackBerry y Windows Phone , pero en la actualidad no se desarrollan. La aplicación de agente ha ido mejorando con herramientas de interfaz de usuario que hacen que la comunicación sinmultanea con varios clientes sea más rápida y eficiente. Algunos ejemplos de estas herramienteas incluyen: respuestas predefinidas, métodos abreviados en el teclado, indicador de cuando el cliente está escribiendo, geolocalización, sistema de etiquetado por categorías, etc.

Existen dos métodos para tener una sesión de chat en línea entre el agente y el cliente:
- Comunicación pasiva, comienza cuando el cliente pincha en el botón de chat o widget mostrado en la página.
- Comunicación activa, se inicia manualmente por el agente o automáticamente por el sistema de LiveChat tan pronto como el cliente reúne los criterios predefinidos (buscar una palabra en concreto, estar un cierto tiempo en la página web, se encuentra con un error, etc.). Una vez que alguno de los criterios se cumple, LiveChat muestra una invitación que incluye un mensaje personalizado. Durante la sesión de chat, los agentes concretan las ventas, lo que resulta en un incremento de la tasa de conversión general.[7]

En áreas que no están relacionadas directamente con el producto, LiveChat delega sus servicios a terceros. Esto incluye Postmark para el envío de correos electrónicos de transacciones, Recurly para suscripción a pagos recurrentes, Pingdom para supervisar el rendimiento y el tiempo de actividad.

## Características
Además del chat en la página web, otras de las características principales son el seguimiento a tiempo real del tráfico web, sistema de ticketing para la resolución de problemas y análisis de la eficiencia de los agentes.
El sistema identifica los mejores perfiles de clientes que visitan una web determinada acorde a los datos obtenidos de las decisiones de 65 millones de compradores. La sección de estadísticas permite calcular la conversión desde invitaciones de sesiones de chat, a sesiones de chat, y finalmente a ventas.
LiveChat está disponible en 41 idiomas: armenio, azerí, búlgaro, catalán, chino simplificado, chino tradicional, croata, checo, danés, holandés, inglés, estonio, finlandés, francés, alemán, griego, húngaro, islandés, indonesio, italiano, japonés, coreano, letón, lituano, noruego (bokmål), noruego (nynorsk), polaco, portugués, portugués brasileño, rumano, ruso, serbio, eslovaco, esloveno, español, sueco, tailandés, turco, ucraniano, vietnamita y tamil.

## Plataforma de Atención al Cliente
La que en un principio fuera una solución cerrada, con el tiempo LiveChat la ha convertido en una plataforma de servicio al cliente abierta y ampliable. Ha creado un ecosistema propio de aplicaciones, compañías y servicios, que apoyan la comunicación empresarial con herramientas tales como:
- Documentación de la API e integraciones,[15]
- Comunidad -  para conectar usuarios y desarrolladores, socios y expertos de terceros,[16][14]
- Programa de Socios – para aplicaciones y servicios de monetización,
- Marketplace – para la distribución de aplicaciones y servicios de expertos.

Hay más de 100 integraciones comerciales gratuitas con otros servicios y proveedores de SaaS:
- Análisis: Google Analytics, Mixpanel, Woopra
- Inteligencia artificial: ChatBot[17][18]
- Gestión de contactos: Talkdesk
- Sistemade gestión de contenido: Business Catalyst, Drupal, Joomla, Weebly, WordPress
- Software de gestión de relaciones con el cliente: Highrise, Salesforce.com, SugarCRM
- Compartir Desktop: LogMeIn Rescue
- Plataformas de eCommerce: Bigcommerce, Magento, PrestaShop, Shopify, WooCommerce, Zen Cart
- Email marketing: Campaign Monitor, MailChimp
- Compartición de archivos: Dropbox
- Help desk software: Desk.com, Zendesk[19][20]
- Invoicing software: FreshBooks[21]
- Redes Sociales: Facebook, Twitter

## Premios
En el reporte Fall 2015 Grid℠ sobre el chat en vivo, publicado en agosto de 2015 por G2 Crowd, LiveChat fue considerado como uno de las compañías más destacadas de la industria. También obtuvo la puntuación más alta en lo referente a la satisfacción entre todas las compañías del sector.
A finales del mismo año, GetApp (sitio web de Gartner) publicó la lista cuatrimestral, ‘2015 Q3 GetRank’, donde se incluyen las mejores aplicaciones de servicio de atención al cliente basadas en la Nube. LiveChat ocupó la segunda posición en dicha lista y en la publicación ‘Customer Sucess in the Cloud: Key Trends 2015’, que destaca las tendencias más importantes en la gestión de clientes, para ayudarles a decidir entre las aplicaciones de CRM en la Nube, atención al cliente, o servicio telefónico de atención al cliente.

## Crítica
Entre todas las valoraciones positivas, hay comentarios que enfatizan el alto coste del producto, especialmente comparándolo con las soluciones baratas o sin coste que existen en el mercado. A pesar de mencionar el alto precio y la falta de versiones gratuitas, los clientes están de acuerdo en que ‘la gama de características y servicios’ ofrecidos justifican el precio.
La crítica sostiene que ‘para grandes empresas el coste de LiveChat puede considerarse mínimo si se tienen en cuenta ingresos, contrariamente a lo que sucede con las empresas pequeñas o de nueva creación, para las que esta fuera de su presupuesto’.

## Investigación
Desde 2014 LiveChat ha venido publicando un reporte llamado ‘Customer Service Report’, en el que se hace un estudio anual de la satisfacción de los clientes y un análisis de las tendencias de los negocios en la red. Incluye investigaciones de miles de compañías y millones de intercambios de correos electrónicos y chats. También se incluye información y consejos de expertos en ecommerce y servicio de atención al cliente, así como las empresas punteras.